# Bancos de Ecuador
El Sistema bancario de Ecuador, antes la disolución de la Gran Colombia y su unión como República, no tenía una economía muy monetizada, en la que aún estaban en circulación monedas de oro y plata, las cuales fueron integradas al uso común mediante sucesivas leyes de moneda.

## Historia
Poco a poco, con el crecimiento de la nación, la banca ecuatoriana también crecía y se centró especialmente en la ciudad de Guayaquil. Después de la Revolución Liberal, llegó un período llamado la "Plutocracia bancaria" que se caracterizó por estar dominado por la banca privada y el mayor representante de estos fue el Banco Comercial y Agrícola de Guayaquil. Este período acabó con la Revolución Juliana.

### Crisis de 1999
Desde 1992, los sucesivos gobiernos ecuatorianos han ampliado la liberalización del sistema financiero, lo que ha llevado al Estado a perder todo el control sobre las instituciones bancarias. Cuando se produjo la crisis asiática que afectó a los países recién industrializados, entonces Brasil, el pánico se apoderó de los inversionistas locales y extranjeros que tenían grandes sumas de dinero en los bancos latinoamericanos. En Ecuador, ya salvado de la bancarrota en 1995 por un préstamo de $163 millones del Banco Central, el Banco Continental se derrumbó el 1 de abril de 1998: los ahorros de 20.000 personas desaparecieron. Las instituciones financieras cayeron rápidamente una tras otra: el Banco de Préstamos (cuyos principales inversionistas retiraron más de $120 millones en depósitos), el Banco del Azuay, el Banco de los Andes, el Banco Mercantil Unido, Solbanco, el Banco de Préstamos, Tungurahua y el poderoso Filanbanco (300.000 clientes).
A finales de 1999, y aunque los inversores ya habían sacado del país casi 6.000 millones de dólares, la crisis del sector financiero llevó a la quiebra de 16 instituciones que, a través del Organismo de Garantía de Depósitos y el Banco Central, quedaron bajo la administración del Estado. Para salvarlos, bajo la presidencia de Jamil Mahuad, inyecta alrededor de 8.000 millones de dólares (27% del PIB del país) y, en marzo de 1999, congela depósitos bancarios de más de 2 millones de sucres (500 dólares) durante un año. El PIB cayó un 7%, la inflación alcanzó el 60%, el desempleo el 18%, el 20 y la pobreza urbana el 65% durante el año. La crisis está empujando a casi dos millones de los trece millones de ecuatorianos a emigrar. En este contexto económico casi caótico, algunos banqueros, incluyendo a los dueños de Filanbanco, malversan grandes sumas de dinero antes de huir a los Estados Unidos.

## Lista de los bancos de Ecuador

### Bancos Acreditados
El siguiente cuadro muestra los principales bancos comerciales que operan en el Ecuador. (Las cifras en millones de dólares)
En Ecuador está estandarizado por las instituciones financiera la Banca virtual y Banca móvil.
Se recalca que las cifras con un * son cifras desactualizadas o que no se han podido saber un número exacto.
| N.º | Banco                           | País           | Sede Matriz | Activos | Activos | Fundación | Propiedad                        |
| --- | ------------------------------- | -------------- | ----------- | ------- | ------- | --------- | -------------------------------- |
| 1   | Banco Pichincha                 | Ecuador        | Quito       | 19 493  | [ 6 ]   | 1906      | Privada, local, comercial        |
| 2   | Banco Guayaquil                 | Ecuador        | Guayaquil   | 8 728   | [ 7 ]   | 1923      | Privada, local, comercial        |
| 3   | Banco del Pacífico              | Ecuador        | Guayaquil   | 8 691   | [ 8 ]   | 1972      | Privada, local, comercial        |
| 4   | Produbanco                      | Nicaragua      | Quito       | 8 177   | [ 9 ]   | 1978      | Privada, extranjera, comercial   |
| 5   | Banco Internacional             | Ecuador        | Quito       | 5 450   | [ 10 ]  | 1973      | Privada, local, comercial        |
| 6   | Banco Bolivariano               | Ecuador        | Guayaquil   | 5 386   | [ 11 ]  | 1980      | Privada, local, comercial        |
| 7   | Banco del Austro                | Ecuador        | Cuenca      | 2 888   | [ 12 ]  | 1999      | Privada, local, comercial        |
| 8   | Banco de Desarrollo del Ecuador | Ecuador        | Quito       | 2 259   | [ 13 ]  | 1979      | Pública                          |
| 9   | BanEcuador                      | Ecuador        | Guayaquil   | 1 692   | [ 14 ]  | 2016      | Pública, comercial               |
| 10  | Banco General Rumiñahui         | Ecuador        | Quito       | 1 284   | [ 15 ]  | 1988      | Privada, local, comercial        |
| 11  | Banco de Machala                | Ecuador        | Machala     | 1 124   | [ 16 ]  | 1962      | Privada, local, comercial        |
| 12  | Banco de Loja                   | Ecuador        | Loja        | 900     | [ 17 ]  | 1967      | Privada, local, comercial        |
| 13  | Banco Solidario                 | Ecuador        | Quito       | 857     | [ 18 ]  | 1995      | Privada, local, comercial        |
| 14  | Citibank                        | Estados Unidos | Quito       | 743     | [ 19 ]  | 1960      | Privada, extranjera, corporativo |
| 15  | Banco ProCredit                 | Alemania       | Quito       | 668*    | [ 20 ]  | 2001      | Privada, extranjera, comercial   |
| 16  | Banco Amazonas                  | Ecuador        | Guayaquil   | 346     | [ 21 ]  | 1975      | Privada, local, comercial        |
| 17  | Banco Desarrollo                | Ecuador        | Quito       | 248*    | [ 22 ]  | 1998      | Privada, local                   |
| 18  | Banco Coopnacional              | Ecuador        | Guayaquil   | 221     | [ 23 ]  | 1985      | Privada, local, comercial        |
| 19  | Banco VisionFund Ecuador        | Ecuador        | Ibarra      | 130*    | [ 24 ]  | 1995      | Privada, local, comercial        |
| 20  | Banco Atlántida                 | Honduras       | Guayaquil   | 101     | [ 25 ]  | 2025      | Privada, extranjera, comercial   |
| 21  | Banco Comercial de Manabí       | Ecuador        | Guayaquil   | 90      | [ 26 ]  | 1980      | Privada, local, comercial        |
| 22  | Banco Amibank (en liquidación)  | Ecuador        | Quito       | 79*     | [ 27 ]  | 2022      | Privada, local                   |
| 23  | Banco Capital                   | Ecuador        | Quito       | 47      | [ 28 ]  | 2007      | Privada, local, comercial        |
| 24  | Banco del Litoral               | Ecuador        | Guayaquil   | 42      | [ 29 ]  | 1990      | Privada, local, comercial        |
| 25  | Biess                           | Ecuador        | Quito       | 39      | [ 30 ]  | 2009      | Banca pública                    |
| 26  | Banco Delbank                   | Ecuador        | Guayaquil   | 31*     | [ 31 ]  | 2004      | Privada, local, comercial        |

### Bancos Extintos Ecuador
| Banco                                   | Fundación | Disolución | Sede      | Tipo de banco          |
| --------------------------------------- | --------- | ---------- | --------- | ---------------------- |
| Banco de Crédito                        | 1871      | 1999       | Guayaquil | Banco privado nacional |
| Banco Territorial                       | 1886      | 2013       | Guayaquil | Banco privado nacional |
| Banco de Préstamos                      | 1909      | 1998       | Quito     | Banco privado nacional |
| Banco del Azuay                         | 1913      | 1999       | Cuenca    | Banco privado nacional |
| Filanbanco                              | 1908      | 2001       | Guayaquil | Banco privado nacional |
| Banco Nacional de Fomento               | 1928      | 2015       | Quito     | Banco Público nacional |
| Banco del Progreso                      | 1980      | 1999       | Guayaquil | Banco privado nacional |
| Banco La Previsora                      | 1920      | 2000       | Guayaquil | Banco privado nacional |
| Banco Popular                           | 1953      | 1999       | Quito     | Banco privado nacional |
| Banco Continental                       | 1975      | 2000       | Guayaquil | Banco privado nacional |
| Banco del Tungurahua                    | 1979      | 1999       | Ambato    | Banco privado nacional |
| Banco Unión                             | 1983      | 1999       | Guayaquil | Banco privado nacional |
| Banco Caja de Crédito Agrícola Ganadero | 1990      | 1997       | Quito     | Banco privado nacional |
| Banco Comercio Exterior                 | 1996      | 1997       | Manta     | Banco privado nacional |
| Bancomex                                | 1997      | 1999       | Quito     | Banco privado nacional |
| Solbanco                                | 1992      | 1999       | Guayaquil | Banco privado nacional |
| Banco Aserval                           | 1994      | 2001       | Quito     | Banco privado nacional |
| Banco Centro Mundo                      | 1996      | 2007       | Quito     | Banco privado nacional |
| Banco MM Jaramillo Arteaga              | 2001      | 2014       | Quito     | Banco privado nacional |
| Banco de los Andes                      | 1973 2003 | 1994 2006  | Quito     | Banco privado nacional |
| UniBanco                                | 1979      | 2011       | Quito     | Banco privado nacional |
| Banco COFIEC                            | 1995      | 2013       | Quito     | Banco privado nacional |
| Banco Sudamericano                      | 1994      | 2014       | Quito     | Banco privado nacional |
| Banco D-MIRO                            | 1997      | 2025       | Guayaquil | Banco privado nacional |

## NeoBancos
| País     | Neobanco  | Casa Matriz   | Afiliaciones     |
| -------- | --------- | ------------- | ---------------- |
| Perú     | B89       | JUST B S.A.   |                  |
| Colombia | DaviPlata | Grupo Bolívar | Banco Davivienda |

## Billetera virtual
Las billeteras digitales que operan en Ecuador son: 
| País           | Billetera        | Casa Matriz                     | Afiliaciones                                                                                                   |
| -------------- | ---------------- | ------------------------------- | --- |
| Estados Unidos | Airtm            | Inc.                            | |
| Estados Unidos | Apple Pay        | Apple                           | Banco BolivarianoBanco GuayaquilProdubanco                                                                     |
| Ecuador        | BIMO             | BANRED                          | Banco del AustroBanco BolivarianoBanco Internacional                                                           |
| Ecuador        | BdP Wallet       | Corporación Financiera Nacional | Banco del Pacífico                                                                                             |
| Ecuador        | Deuna!           | Grupo Pichincha                 | Banco Pichincha                                                                                                |
| Estados Unidos | Fitbit Pay       | Fitbit Google                   | Banco GuayaquilDiners Club EcuadorProdubancoBanco Pichincha                                                    |
| Estados Unidos | Garmin Pay       | Garmin                          | Banco ProCreditProdubancoDiners Club EcuadorBanco Atlántida                                                    |
| Chile          | Global66         |                                 | Banco GuayaquilBanco del Pacífico                                                                              |
| Estados Unidos | Google Pay       | Google                          | Banco GuayaquilDiners Club EcuadorProdubancoBanco PichinchaBanco InternacionalBanco BolivarianoBanco Atlántida |
| Isla de Man    | Kuady            | Open Payment Technologies Ltd   | |
| Perú           | Máximo Pay       | Máximo                          | |
| Argentina      | Mercado Pago     | Mercado Libre                   | |
| Estados Unidos | Meru             |                                 | |
| Estados Unidos | MyBambu          | Bambu Systems, LLC              | |
| Estados Unidos | PayClub Wallet   | Grupo Pichincha                 | Diners Club Ecuador                                                                                            |
| Ecuador        | Paymóvil         |                                 | |
| Estados Unidos | PayPal           | eBay                            | Banco del AustroBanco InternacionalBanco GuayaquilBanco del PacíficoBanco PichinchaDiners Club Ecuador         |
| Ecuador        | PayPhone         | Grupo Promerica                 | Produbanco |
| Colombia       | Payválida Wallet | Payválida                       | |
| Ecuador        | PeiGo            | Corporación MultiBG             | Banco Guayaquil                                                                                                |
| Panamá         | Promerica Pay    | Grupo Promerica                 | Produbanco |
| Colombia       | Tpaga            | TPAGA S.A.S.                    | |
| Chile          | Vita Wallet      | Vita Solutions SpA              | |

## Monedero virtual
En Ecuador está permitida la compra y venta de criptomonedas, pero no está autorizada como una moneda de uso legal. El Banco Central del Ecuador reconoce solo al dólar estadounidense como moneda de curso legal. En el mercado ecuatoriano se usan principalmente el Bitcoin, Ethereum y Tether. Las wallets de criptomonedas que operan en Ecuador son:
| País           | Billetera       | Casa Matriz               |
| -------------- | --------------- | ------------------------- |
| Argentina      | Belo            |                           |
| Argentina      | Lemon           | LifeLock                  |
| China          | Binance Pay     | Binance                   |
| EAU            | Bybit Wallet    | Bybit                     |
| Ecuador        | Wallet          | Capitalika                |
| España         | Bit2Me Wallet   | Bitcoinforme S.L.         |
| España         | Bitcoin Wallet  | BlueWallet                |
| Estados Unidos | Coinbase Wallet | Coinbase                  |
| Estados Unidos | Gemini          | Gemini Trust Company, LLC |
| Estados Unidos | Kraken          | Payward, Inc.             |
| Estados Unidos | MetaMask        | Consensys                 |
| Estados Unidos | OKX Wallet      | OKX                       |
| Israel         | ZenGo Wallet    | Kzen Networks Ltd.        |
| México         | TruBit Wallet   | TruBit Ltd.               |

## Monedero digital
Las billeteras electrónicas o e-wallets que operan en Ecuador son: 
| País                      | Monedero electrónico | Casa Matriz        |
| ------------------------- | -------------------- | ------------------ |
| Estados Unidos · Alemania | Worldcoin            | Tools for Humanity |

## Neobrokers
Las neocorredores que operan en Ecuador son: 
| País        | Neobroker   | Casa Matriz         |
| ----------- | ----------- | ------------------- |
| Israel      | eToro       | eToro Group Ltd.    |
| Alemania    | NAGA        | NAGA Group          |
| Reino Unido | Trading 212 | Trading 212 UK Ltd. |
| Reino Unido | XTB         | XTB Group           |

## Peer-to-Peer (P2P)
Las plataforma de préstamos o financiamiento P2P que operan en Ecuador son: 
| País   | P2P      |
| ------ | -------- |
| España | EthicHub |

## Crowdfunding
Las plataforma de crowdfunding que operan en Ecuador son: 
| País           | Crowdfunding         |
| -------------- | -------------------- |
| Ecuador        | Crowdfunding Ecuador |
| Estados Unidos | Indiegogo            |
| Estados Unidos | Kickstarter          |
| Estados Unidos | Kiva                 |
| Ecuador        | Yanapana             |